# Pseudogaurax rubicundus
Pseudogaurax rubicundus är en tvåvingeart som först beskrevs av Becker 1911.  Pseudogaurax rubicundus ingår i släktet Pseudogaurax och familjen fritflugor. Inga underarter finns listade i Catalogue of Life.